# John Merlin Powis Smith
John Merlin Powis Smith (Londra, 28 dicembre 1866 – Chicago, 26 settembre 1932) è stato un traduttore, biblista e orientalista britannico naturalizzato statunitense.

## Biografia
Figlio di William Martin e Anne Powis Smith, all'età di cinque anni rimase orfano del padre e fu educato da una zia nell'Herefordshire e nel Devonshire. Finite le scuole, fu ammesso a Cambridge, ma non riuscì a ottenere i finanziamenti necessari per proseguire gli studi. Nel 1883 emigrò negli Stati Uniti andando ad abitare nella fattoria di uno zio a Denison, nell'Iowa.
Mentre frequentava l'università, Smith insegnò agli studenti le basi grammaticali e sintattiche del greco per mantenersi agli studi. Nel 1890 entrò a far parte della comunione battista e tre anni più tardi conseguì il Bachelor of Arts. Per alcuni anni insegnò greco al Cedar Valley Seminary di Osage, un istituto fondato da pastori luterani norvegesi, che nel 1910 fu chiuso e assorbito dall'Università di Chicago. Nel 1894 si iscrisse alla scuola teologica di quest'ultimo ateneo, dove studiò ebraico, aramaico biblico, siriaco, arabo, accadico e sumero. Nel 1899 completò il dottorato con una dissertazione intitolata The History of the Idea of the Day of Yahweh ("La storia dell'idea del giorno di Yahweh").
L'allora presidente dell'università William Rainey Harper lo chiamò al Dipartimento di Lingue Semitiche, stringendo con lui uno stretto rapporto professionale e personale che si sviluppò parallelamente all'attività di Edgar J. Goodspeed, mentre Smith lo assisteva (come segretario editoriale) alla redazione del secondo e terzo volume dell'International Critical Commentary relativi ai profeti minori, terminati dopo la morte del maestro.  Nel 1905 ebbe un primo incarico all'università al quale seguirono le nomine di assistente universitario (nel 1908), professore associato (nel 1912), e, infine, ordinario di lingua e letteratura dell'Antico Testamento (nel 1915). I seminari teologici di Chicago e Meadville Theological School basarono la loro didattica veterotestamentaria sull'eccellente materiale di insegnamento fornito da Smith.
Smith ricoprì anche i ruoli di segretario editoriale della rivista Biblical World, e, nel 1915, quello di redattore dell'American Journal of Semitic Languages and Literature. Smith integrò l'aspetto storico delle lingue negli interessi di ricerca del Dipartimento di Lingue Orientali, che in precedenza si occupava esclusivamente di filologia, in questo modo gettando insieme a James Henry Breasted  le basi del nascente Istituto orientale dell'Università di Chicago.
Nel 1927, Smith ottenne una docenza annuale presso l'American School of Oriental Research di Gerusalemme. Di nuovo a lavorare in coppia con l'ex collega di studi e poi docente Edgar J. Goodspeed, fu chiamato a far parte del comitato editoriale dell' An American Translation, un'edizione riveduta dell'American Standard Version (ASV). Nel volume The Bible: An American Translation, Smith tradusse i libri dell'Antico Testamento ad eccezione dei deuterocanonici, oltre a svolgere il ruolo di curatore editoriale dell'intera opera della quale Godspeed tradusse i deuterocanonici e il Nuovo Testamento. Il volume uscì postumo.
Già membro onorario della Oxford Society for Old Testament Stud, poco tempo prima della morte fu nominato anche presidente della Society of Biblical Literature and Exegesis.

## Vita privata
Il 19 settembre 1899, Smith sposò Catherine McKlveen a Chariton, nell'Iowa. Smith fu anche diacono della chiesa battista di Hyde Park.

## Opere
- 1901 The Day of Yahveh, Chicago, 1901, dissertazione di dottorato pubblicata in due edizioni
- 1908 Books for Old Testament Study
- 1908 The Universal Element in the Psalter
- 1911 A Critical and Exegetical Commentary on Micah, Zephaniah and Nahum
- 1912 A Critical and Exegetical Commentary on Haggai, Zechariah, Malachi, and Jonah
- 1914 The Prophet and His Problems
- 1914 The Bible for Home and School - multivolume series[6]
- 1914 A Commentary on the Books of Amos, Hosea, and Micah
- 1917 The Problem of Suffering in the Old Testament
- 1922 The Religion of the Psalms
- 1923 The Moral Life of the Hebrews
- 1925 The Prophets and Their Times
- 1926 The Psalms Translated by J. M. Powis Smith[7]
- 1927 The Old Testament An American Translation by Alexander R. Gordon, Theophile J. Meek, J. M. Powis Smith, Leroy Waterman. Edited by J. M. Powis Smith[8]
- 1931 The Origin and History of Hebrew Law
- 1931 The Bible An American Translation + The Old Testament Translated by a group of Scholars under the editorship of J. M. Powis Smith. The New Testament Translated by Edgar J. Goodspeed[9]